# Donfonamo (Ort)
Donfonamo ist ein osttimoresischer Ort im Suco Bocolelo (Verwaltungsamt Laulara, Gemeinde Aileu).

## Geographie
Der Weiler Donfonamo liegt im Süden der Aldeia Donfonamo, in einer Meereshöhe von 764 m. Es wird von der Straße durchquert, die im Osten grob der Grenze zwischen den Sucos Bocolelo und Fatisi folgt und in das benachbarte Tohumeta führt. Einzelne Häuser des Weilers Donfonamo liegen daher im Suco Fatisi. Der nächste Nachbarort im Osten ist der einen halben Kilometer entfernte Weiler Bocolelo (Suco Tohumeta). Westlich trifft die Straße auf eine Straße, die das Zentrum von Bocolelo mit Fatisi verbindet. Dort liegt in einem Kilometer Entfernung die nächste Grundschule.